# Homecoming (Kanye West)
Homecoming is de 5e single van het album Graduation van Kanye West. In het refrein zingt de zanger Chris Martin van de band Coldplay.

## Betekenis
Het lied zou getypeerd kunnen worden als een ode aan de Amerikaanse stad Chicago, waar Kanye West een aanzienlijk deel van zijn jeugd heeft doorgebracht. Gedurende het intro zegt West: "Chi City, Chi City", waarbij 'Chi' verwijst naar Chicago. De eerste regel gaat als volgt: "I met this girl when I was three years old", waarmee West doelt op het feit dat hij op 3-jarige leeftijd verhuisde van Atlanta naar Chicago. Het lied lijkt te gaan over een meisje dat 'Wendy' heet, maar in feite gaat het over 'Windy' (wat klinkt als 'Wendy'), daar de stad Chicago naar de bijnaam 'The Windy City' luistert.

## Hitnotering
| "Homecoming" in de Nederlandse Top 40 - binnen 16 februari 2008 | "Homecoming" in de Nederlandse Top 40 - binnen 16 februari 2008 | "Homecoming" in de Nederlandse Top 40 - binnen 16 februari 2008 | "Homecoming" in de Nederlandse Top 40 - binnen 16 februari 2008 | "Homecoming" in de Nederlandse Top 40 - binnen 16 februari 2008 | "Homecoming" in de Nederlandse Top 40 - binnen 16 februari 2008 | "Homecoming" in de Nederlandse Top 40 - binnen 16 februari 2008 | "Homecoming" in de Nederlandse Top 40 - binnen 16 februari 2008 | "Homecoming" in de Nederlandse Top 40 - binnen 16 februari 2008 |
| Week                                                            | 1                                                               | 2                                                               | 3                                                               | 4                                                               | 5                                                               | 6                                                               | 7                                                               | 8                                                               |
| --------------------------------------------------------------- | --------------------------------------------------------------- | --------------------------------------------------------------- | --------------------------------------------------------------- | --------------------------------------------------------------- | --------------------------------------------------------------- | --------------------------------------------------------------- | --------------------------------------------------------------- | --------------------------------------------------------------- |
| Nummer                                                          | 34                                                              | 32                                                              | 31                                                              | 28                                                              | 26                                                              | 35                                                              | 36                                                              | uit                                                             |

### NPO Radio 2 Top 2000
| Nummer met noteringen in de NPO Radio 2 Top 2000 | '23  | '24  |
| ------------------------------------------------ | ---- | ---- |
| Homecoming                                       | 1110 | 1110 |

1. ↑  Een vetgedrukt getal geeft de hoogste notering aan.
2. ↑  2023 was het eerste jaar met een notering voor dit nummer.